# مسافرخانه اوکو
مسافرخانهٔ اوکو (若おかみは小学生！ Waka Okami wa Shōgakusei!) مجموعه رمان‌های کودکان ژاپنی است که به نویسندگی هیروکو ریجو و تصویرگری آسامی است. بین سال‌های ۲۰۰۳ تا ۲۰۱۳ بیست جلد از این رمان در مجلهٔ کودانشا منتشر شد. یک مانگای اقتباسی به تصویرگری ایکو اوچی در مجلهٔ ناکایوشی کودانشا در رده شوجو منتشر شد که در هفت جلد تانکوبون جمع‌آوری شد.

## بازخورد

### رمان
این مجموعه رمان بیش از ۳ میلیون جلد دارد.

### فیلم انیمه
این فیلم در بیست و دومین جشنواره هنرهای رسانه‌ای ژاپن جایزه عالی را در بخش انیمیشن دریافت کرد. این فیلم همچنین نامزد جایزه آنی برای بهترین انیمیشن بلند-مستقل شد.